# Megachile buchwaldi
Megachile buchwaldi är en biart som beskrevs av Mitchell 1943. Megachile buchwaldi ingår i släktet tapetserarbin, och familjen buksamlarbin. Inga underarter finns listade i Catalogue of Life.